# Otto Klausner
Otto Klausner (geboren als Nathan Klausner am 5. April 1880 in Tarnów, Galizien, Österreich-Ungarn; gestorben am 29. November 1931 in Berlin) war ein Schuhgroß- und -einzelhändler.

## Leben und Wirken
Er stammte aus jüdischen Familien in Galizien. Sein Vater war Jacob Klausner. Nathan Klausner hatte mindestens acht Geschwister, ein Bruder Julius war Mitbegründer und Inhaber der Schuhhandelskette Leiser.
Er gründete 1898 die Otto Klausner GmbH in Berlin als  Schuhgroßhandel. 1923 gründete er außerdem die Bottina Schuh GmbH als Schuheinzelhandel. Diese brachte in den nächsten Jahren 18 Filialen in Hamburg (5), Leipzig (2), Plauen (2), Berlin, Hof, Jena, Hannover, Zwickau, Potsdam, Chemnitz, Bremen und Gera hervor. 1929 erzielte sie einen Jahresumsatz von über 9 Millionen Reichsmark.
Otto Klausner wohnte zuletzt in der Lessingstraße 8 in Berlin.
Er starb 1931. Danach führte seine Witwe Ella Klausner die Bottina Schuh GmbH als Eigentümerin weiter, Geschäftsführer war Walter Pauli.
1938 wurde diese als jüdische Firma zerschlagen und alle 18 Filialen getrennt zu Niedrigstpreisen verkauft. 1953 führte Wolfgang Pauli ein Wiedergutmachungsverfahren vor dem Landgericht Hamburg.

## Ehe und Nachkommen
Otto Klausner war mit Ella Sieger (* 1885) verheiratet. Diese emigrierte nach der Enteignung 1938 in die Niederlande. 1943 wurde sie in das Lager Westerbork und anschließend in das KZ Sobibor deportiert, wo sie am 14. Mai 1943 starb. Sie hatten zwei Kinder.